# Losse (Landes)
Losse is een gemeente in het Franse departement Landes (regio Nouvelle-Aquitaine) en telt 308 inwoners (1999). De plaats maakt deel uit van het arrondissement Mont-de-Marsan.

## Geografie
De oppervlakte van Losse bedraagt 115,7 km², de bevolkingsdichtheid is 2,7 inwoners per km².
De onderstaande kaart toont de ligging van Losse (Landes) met de belangrijkste infrastructuur en aangrenzende gemeenten.

## Demografie
Onderstaande figuur toont het verloop van het inwonertal (bron: INSEE-tellingen).